# Le Père Judas (Maupassant)
Le Père Judas est une nouvelle de Guy de Maupassant, parue en 1883.

## Historique
Le Père Judas est initialement publiée dans la revue Le Gaulois du 28 février 1883. 

## Résumé
Le narrateur va aider le père Joseph à relever ses nasses sur le grand étang. Ce dernier lui raconte l’histoire du Juif errant qui est mort ici-même. 
L’homme avait trouvé refuge chez une mendiante qui vivait dans une masure sur les bords de l’étang et qui l’avait accueilli aux mots de «Asseyez-vous, le père, tout ce qui est ici est à tout le monde, car ça vient de tout le monde». Ils avaient vécu ensemble. Puis elle était morte de fièvre, il l’avait enterrée devant la masure. Lui était mort peu de temps après, dévoré par deux cochons qu’il élevait.

## Éditions
- Le Père Judas, dans Misti, recueil de vingt nouvelles de Maupassant, Éditions Albin Michel, Le Livre de poche n° 2156, 1967.
- Le Père Judas, Maupassant, contes et nouvelles, texte établi et annoté par Louis Forestier, Bibliothèque de la Pléiade, éditions Gallimard, 1974  (ISBN 978 2 07 010805 3).